# Isle of Man TT 1956
De Isle of Man TT 1956 was de eerste Grand Prix van het wereldkampioenschap wegrace-seizoen 1956. De WK-races werden verreden van 6- tot en met 8 juni op het eiland Man. Opnieuw reden alle WK-klassen op Man.

## Algemeen
De Lightweight 125 cc TT, de Lightweight 250 cc TT en de Sidecar TT gebruikten de in 1954 in gebruik genomen korte Clypse Course, maar de Clubmans Senior TT en de Clubmans Junior TT keerden na een jaar Clypse Course terug naar de lange Mountain Course, die ook gebruikt werd voor de Senior TT en de Junior TT. Het team van Gilera ontbrak omdat haar toprijders geschorst waren vanwege hun aandeel in of zelfs maar sympathie voor de rijdersstaking tijdens de TT van Assen van 1955. Carlo Ubbiali won twee klassen, net als de amateurrijder Bernard Codd. In de Clubmans Junior TT debuteerde de 20-jarige Alan Shepherd. Tijdens de trainingen voor de Clubmans Senior TT op 11 juni verongelukte de Engelsman David Merridan bij Ballaugh Bridge en tijdens de Clubmans Junior TT op 11 juni verongelukte de Welshman Peter Kirkham bij Water Works Corner.

## Hoofdraces

### Senior TT
Nu Gilera ontbrak kon MV Agusta haar eerste overwinning in de Senior TT scoren met de pas 22-jarige John Surtees, die in de training nog een MV Agusta 500 4C had afgeschreven toen hij op Creg Willey's Hill een koe aanreed. Hij won met ruim anderhalve minuut voorsprong. Tweede rijder Umberto Masetti was niet aanwezig en daarom konden de Britse Nortons toch nog een aantal ereplaatsen bezetten, met John Hartle op de tweede- en Jack Brett op de derde plaats. Walter Zeller reed de BMW RS 54 naar de vierde plaats.
| Pos | Coureur          | Merk       | Tijd      | Punten |
| --- | ---------------- | ---------- | --------- | ------ |
| 1   | John Surtees     | MV Agusta  | 2:44"05'8 | 8      |
| 2   | John Hartle      | Norton     | 2:45"36'6 | 6      |
| 3   | Jack Brett       | Norton     | 2:46"54'2 | 4      |
| 4   | Walter Zeller    | BMW        | 2:47"22'2 | 3      |
| 5   | Bill Lomas       | Moto Guzzi | 2:47"28'6 | 2      |
| 6   | Derek Ennett     | Matchless  | 2:50"40'4 | 1      |
| 7   | Alan Trow        | Norton     | 2:53"27'8 |        |
| 8   | Gavin Dunlop     | Matchless  | 2:54"03'6 |        |
| 9   | George Salt      | Norton     | 2:54"19'2 |        |
| 10  | Dennis Chapman   | Norton     | 2:54"43'2 |        |
| 11  | Ralph Rensen     | Norton     | 2:56"28'8 |        |
| 12  | Michael O'Rourke | Norton     | 2:56"38'2 |        |
| 13  | George Costain   | Norton     | 2:57"20'2 |        |
| 14  | Frank Perris     | Matchless  | 2:57"30'2 |        |
| 15  | Gerald Robarts   | Norton     | 2:57"54'2 |        |
| 16  | Frank Fox        | Norton     | 2:58"11'0 |        |
| 17  | Harry Plews      | Norton     | 2:58"41'2 |        |
| 18  | Fred Cook        | Matchless  | 2:59"02'4 |        |
| 19  | Phil Carter      | Norton     | 2:59"26'0 |        |
| 20  | Dennis Christian | Matchless  | 3:00"09'2 |        |
| 23  | Dave Chadwick    | Norton     | 3:02"22'6 |        |
| 37  | Eddie Grant      | Norton     | 3:16"57'2 |        |

| Coureur        | Merk      | Oorzaak |
| -------------- | --------- | ------- |
| Keith Bryen    | Norton    |         |
| Bob McIntyre   | Norton    |         |
| Geoff Tanner   | Norton    |         |
| Terry Shepherd | Norton    |         |
| Paul Fahey     | Matchless |         |
| Peter Murphy   | Matchless |         |

| Coureur         | Merk      | Oorzaak   |
| --------------- | --------- | --------- |
| Gerold Klinger  | BMW       |           |
| Bob Brown       | Matchless | Geschorst |
| Auguste Goffin  | Norton    |           |
| Ernst Hiller    | BMW       |           |
| Pierre Monneret | Gilera    |           |
| Geoff Duke      | Gilera    | Geschorst |
| Reg Armstrong   | Gilera    |           |
| Alfredo Milani  | Gilera    |           |
| Carlo Bandirola | MV Agusta |           |
| Libero Liberati | Gilera    |           |
| Umberto Masetti | MV Agusta |           |
| Wilfred Herron  | Norton    |           |

### Junior TT
In de Junior TT debuteerde de nieuwe MV Agusta 350 4C, met John Surtees in het zadel. De eerste vijf ronden ging Bill Lomas aan de leiding, maar toen hij bij Guthrie's Memorial stilviel nam Surtees de leiding over met minder dan een seconde voorsprong op Ken Kavanagh. Surtees viel echter bij Stonebreakers Hut zonder brandstof stil en zo kon Kavanagh een ruime overwinning boeken, ruim 4½ minuut sneller dan Derek Ennett met de AJS 7R en John Hartle met de Norton 40M. Cecil Sandford reed de DKW RM 350 naar de vierde plaats. DKW had haar Duitse rijders niet naar het eiland Man gestuurd. Surtees bereikte de finish als vijfde met benzine die hij van een toeschouwer had gekregen, maar werd gediskwalificeerd.
| Pos | Coureur         | Merk       | Tijd      | Punten |
| --- | --------------- | ---------- | --------- | ------ |
| 1   | Ken Kavanagh    | Moto Guzzi | 2:57"29'4 | 8      |
| 2   | Derek Ennett    | AJS        | 3:02"07'4 | 6      |
| 3   | John Hartle     | Norton     | 3:04"48'6 | 4      |
| 4   | Cecil Sandford  | DKW        | 3:03"48'8 | 3      |
| 5   | Eddie Grant     | Norton     | 3:07"44'0 | 2      |
| 6   | Alan Trow       | Norton     | 3:08"40'8 | 1      |
| 7   | Derek Powell    | AJS        | 3:09"16'0 |        |
| 8   | Frank Perris    | AJS        | 3:09"40'8 |        |
| 9   | Duilio Agostini | Moto Guzzi | 3:10"52'6 |        |
| 10  | Terry Shepherd  | Norton     | 3:10"58'6 |        |
| 11  | Keith Bryen     | Norton     | 3:11"00'6 |        |
| 12  | Gavin Dunlop    | AJS        | 3:11"45'6 |        |
| 13  | Dave Chadwick   | Norton     | 3:11"46'0 |        |
| 14  | Fred Cook       | AJS        | 3:12"06'2 |        |
| 15  | Ralph Rensen    | Norton     | 3:12"18'6 |        |
| 16  | Phil Carter     | Norton     | 3:13"41'2 |        |
| 17  | George Salt     | Norton     | 3:12"56'0 |        |
| 18  | Arthur Wheeler  | Moto Guzzi | 3:14"34'4 |        |
| 19  | Ray Fay         | BSA        | 3:15"21'0 |        |
| 20  | Olle Nygren     | AJS        | 3:16"09'4 |        |

| Coureur           | Merk       | Oorzaak |
| ----------------- | ---------- | ------- |
| Eric Hinton       | Norton     |         |
| Hans Baltisberger | NSU        |         |
| Bill Lomas        | Moto Guzzi |         |
| Bob McIntyre      | Norton     |         |
| Dickie Dale       | Moto Guzzi |         |
| Jack Brett        | Norton     |         |

| Coureur      | Merk      | Oorzaak              |
| ------------ | --------- | -------------------- |
| John Surtees | MV Agusta | hulp van toeschouwer |

| Coureur         | Merk      | Oorzaak      |
| --------------- | --------- | ------------ |
| Bob Brown       | AJS       | Geschorst    |
| August Hobl     | DKW       |              |
| Hans Bartl      | DKW       |              |
| Karl Hofmann    | DKW       |              |
| Bob Matthews    | Norton    | Geschorst    |
| Libero Liberati | Gilera    | Geen machine |
| Roberto Colombo | MV Agusta |              |
| Umberto Masetti | MV Agusta |              |
| Peter Murphy    | AJS       |              |

### Lightweight 250 cc TT
Carlo Ubbiali scoorde altijd goed op het eiland Man en dat was nu niet anders. Toch moest hij een flink gevecht leveren tegen Sammy Miller met de NSU en zijn teamgenoot Luigi Taveri. Miller viel echter bij Creg-ny-Baa uit en Taveri kwam bij Governor's Bridge ten val. Nu werd Roberto Colombo tweede, maar op ruime achterstand. Hans Baltisberger werd met de NSU Sportmax-productieracer derde.
| Pos | Coureur           | Merk       | Tijd      | Punten |
| --- | ----------------- | ---------- | --------- | ------ |
| 1   | Carlo Ubbiali     | MV Agusta  | 1:26"54'0 | 8      |
| 2   | Roberto Colombo   | MV Agusta  | 1:29"02'6 | 6      |
| 3   | Hans Baltisberger | NSU        | 1:29"24'6 | 4      |
| 4   | Horst Kassner     | NSU        | 1:29"27'6 | 3      |
| 5   | František Bartoš  | ČZ         | 1:32"05'5 | 2      |
| 6   | Arthur Wheeler    | Moto Guzzi | 1:32"20'6 | 1      |
| 7   | Phil Carter       | RDS-Norton | 1:35"26'2 |        |
| 8   | A. Jones          | Norton     | 1:36"10'6 |        |
| 9   | Frank Cope        | Norton     | 1:38"45'2 |        |
| 10  | W. Webb           | Moto Guzzi | 1:43"30'2 |        |

| Coureur        | Merk       | Oorzaak |
| -------------- | ---------- | ------- |
| Luigi Taveri   | MV Agusta  | Val     |
| Bill Maddrick  | Moto Guzzi |         |
| Bill Webster   | MV Agusta  |         |
| Cecil Sandford | Mondial    |         |
| Dave Chadwick  | MV Agusta  |         |
| Sammy Miller   | NSU        |         |

| Coureur           | Merk       | Oorzaak   |
| ----------------- | ---------- | --------- |
| Bob Brown         | NSU        | Geschorst |
| Maurice Büla      | NSU        |           |
| Jirí Košt'ír      | ČZ         |           |
| Roland Heck       | NSU        |           |
| Jean-Pierre Bayle | NSU        |           |
| Alano Montanari   | Moto Guzzi |           |
| Enrico Lorenzetti | Moto Guzzi |           |
| Remo Venturi      | MV Agusta  |           |
| Kees Koster       | NSU        |           |
| Lo Simons         | NSU        |           |
| Bob Coleman       | NSU        |           |

### Lightweight 125 cc TT
In de Lightweight 250 cc TT had Carlo Ubbiali aanvankelijk nog strijd moeten leveren om te winnen, maar in de Lightweight 125 cc TT was daar geen sprake van. Zijn belangrijkste concurrent, teamgenoot Roberto Colombo, viel uit en Ubbiali won met ruim vijf minuten voorsprong op Marcello Cama. Diens tweede plaats, de derde plaats van Francisco González en de vierde plaats van Enrico Sirera betekenden wel een groot succes voor Montesa én de tweetaktmotor. Slechts 9 van de 22 deelnemers haalden de finish, en de gefinishte viertaktrijders hadden ook niet de snelste machines,: Mondial 125 Monoalbero's en MV Agusta 125 Monoalbero's.
| Pos | Coureur            | Merk      | Tijd      | Punten |
| --- | ------------------ | --------- | --------- | ------ |
| 1   | Carlo Ubbiali      | MV Agusta | 1:24"16'8 | 8      |
| 2   | Marcello Cama      | Montesa   | 1:29"19'2 | 6      |
| 3   | Francisco González | Montesa   | 1:35"18'8 | 4      |
| 4   | Enrico Sirera      | Montesa   | 1:35"23'8 | 3      |
| 5   | Dave Chadwick      | LEF       | 1:35"23'8 | 2      |
| 6   | Václav Parus       | ČZ        | 1:37"24'0 | 1      |
| 7   | D. Allen           | Mondial   | 1:38"18'4 |        |
| 8   | D. Edlin           | MV Agusta | 1:39"45'0 |        |
| 9   | Frank Cope         | MV Agusta | 1:44"18'6 |        |

| Coureur          | Merk      | Oorzaak |
| ---------------- | --------- | ------- |
| František Bartoš | ČZ        |         |
| Arthur Wheeler   | MV Agusta |         |
| Bill Maddrick    | MV Agusta |         |
| Bill Webster     | MV Agusta |         |
| Cecil Sandford   | Mondial   |         |
| Frank Fox        | MV Agusta |         |
| John Grace       | Montesa   |         |
| Roberto Colombo  | MV Agusta |         |

| Coureur            | Merk      | Oorzaak |
| ------------------ | --------- | ------- |
| Luigi Taveri       | MV Agusta |         |
| August Hobl        | DKW       |         |
| Karl Hofmann       | DKW       |         |
| Francisco González | Montesa   |         |
| Pierre Monneret    | Gilera    |         |
| Fortunato Libanori | MV Agusta |         |
| Renato Sartori     | Mondial   |         |
| Romolo Ferri       | Gilera    |         |
| Sandro Artusi      | Ducati    |         |
| Tarquinio Provini  | Mondial   |         |

### Sidecar TT
Al vanaf de start leek het duidelijk dat BMW de Sidecar TT zou controleren, toen Wilhelm Noll/Fritz Cron, Fritz Hillebrand/Manfred Grunwald en de winnaars van 1955 Walter Schneider/Hans Strauß om de leiding vochten. Noll/Cron en Schneider/Strauß vielen echter uit, net als de Belg Jack Wijns die mogelijk met schrijver Mick Woollett als bakkenist aantrad. Hillebrand/Grunwald grepen drie ronden voor de finish de leiding en wonnen met anderhalve minuut voorsprong op Pip Harris/Ray Campbell en Bill Boddice/William "Wally" Storr werden derde.
| Pos | Coureur          | Bakkenist        | Merk      | Tijd      | Punten |
| --- | ---------------- | ---------------- | --------- | --------- | ------ |
| 1   | Fritz Hillebrand | Manfred Grunwald | BMW       | 1:23"12'2 | 8      |
| 2   | Pip Harris       | Ray Campbell     | Norton    | 1:24"47'8 | 6      |
| 3   | Bill Boddice     | William Storr    | Norton    | 1:26"19'2 | 4      |
| 4   | Bob Mitchell     | Eric Bliss       | Norton    | 1:27"16'8 | 3      |
| 5   | Jackie Beeton    | Les Nutt         | Norton    | 1:28"53'6 | 2      |
| 6   | Ernie Walker     | Dun Roberts      | Norton    | 1:28"59'4 | 1      |
| 7   | Fred Hanks       | E. Dorman        | Matchless | 1:31"48'0 |        |
| 8   | A. Young         | A. Partridge     | Norton    | 1:32"14'0 |        |
| 9   | Bill Beevers     | Jeff Mundy       | Norton    | 1:32"42'0 |        |
| 10  | L. Taylor        | F. Glover        | Norton    | 1:33"05'4 |        |
| 11  | P. Woollett      | M. Candy         | Norton    | 1:34"00'0 |        |
| 12  | A. Skein         | D. Overall       | Norton    | 1:37"08'2 |        |
| 13  | V. Rowlands      | D. Alcock        | Norton    | 1:38"27'2 |        |
| 14  | Frank Taylor     | Ron Taylor       | Norton    | 1:39"32'8 |        |
| 15  | C. Curchod       | Onbekend         | Norton    | 1:40"10'8 |        |

| Coureur          | Bakkenist      | Merk   | Oorzaak |
| ---------------- | -------------- | ------ | ------- |
| Jack Wijns       | Mick Woollett? | BMW    |         |
| Walter Schneider | Hans Strauß    | BMW    |         |
| Wilhelm Noll     | Fritz Cron     | BMW    |         |
| Cyril Smith      | Stanley Dibben | Norton |         |

| Coureur           | Bakkenist          | Merk   | Oorzaak |
| ----------------- | ------------------ | ------ | ------- |
| Florian Camathias | Maurice Büla       | BMW    |         |
| Helmut Fath       | Emil Ohr           | BMW    |         |
| Loni Neußner      | Dieter Hess        | BMW    |         |
| Jacques Drion     | Inge Stoll-Laforge | BMW    |         |
| Albino Milani     | Rossano Milani     | Gilera |         |

## Overige races
De Clubman-races voor amateurs waren nu definitief het domein van de BSA Gold Stars, zowel in 500- als in 350cc-uitvoering. Bernard Codd, die eigenlijk aan de Junior- en de Senior TT had willen deelnemen maar zijn Norton Manx's te laat kreeg, won beide races met Gold Stars.
| Pos | Coureur         | Merk    | Tijd      |
| --- | --------------- | ------- | --------- |
| 1   | Bernard Codd    | BSA     | 1:18"40'6 |
| 2   | Ron Jerrard     | BSA     | 1:19"46'8 |
| 3   | A. Jenkins      | BSA     | 1:21"22'4 |
| 4   | Fred Wallis     | BSA     | 1:21"24'2 |
| 5   | D. Smart        | BSA     | 1:23"15'0 |
| 6   | G. Coobes       | BSA     | 1:24"04'8 |
| 7   | John Hurlestone | Triumph | 1:24"13'4 |
| 8   | W. Hill         | BSA     | 1:24"36'4 |
| 9   | B. Newman       | BSA     | 1:24"45'2 |
| 10  | D. Andrews      | BSA     | 1:24"56'4 |
| 11  | Ray Preece      | BSA     | 1:25"08'2 |
| 12  | D. Hagan        | BSA     | 1:25"34'4 |
| 13  | A. Mustard      | BSA     | 1:25"43'0 |
| 14  | P. Alexander    | BSA     | 1:25"57'6 |
| 15  | Ned Minihan     | BSA     | 1:26"15'4 |
| 16  | M. Candy        | BSA     | 1:26"27'4 |
| 17  | D. Howe         | BSA     | 1:26"42'0 |
| 18  | L. Hawkins      | BSA     | 1:26"50'4 |
| 19  | P. Hyde         | Triumph | 1:27"56'6 |
| 20  | W. Gillingham   | Triumph | 1:28"38'4 |

| Pos | Coureur       | Merk | Tijd      |
| --- | ------------- | ---- | --------- |
| 1   | Bernard Codd  | BSA  | 1:22"48'4 |
| 2   | J. Eckart     | BSA  | 1:23"30'0 |
| 3   | Alan Shepherd | BSA  | 1:25"43'2 |
| 4   | E. Unwin      | BSA  | 1:26"08'0 |
| 5   | D. Jervis     | BSA  | 1:26"08'8 |
| 6   | J. Morton     | BSA  | 1:24"21'2 |
| 7   | J. Coates     | BSA  | 1:26"44'4 |
| 8   | N. Robertson  | BSA  | 1:27"30'6 |
| 9   | K. James      | BSA  | 1:27"39'6 |
| 10  | Denis Pratt   | BSA  | 1:27"52'8 |
| 11  | R. Thompson   | BSA  | 1:28"04'6 |
| 12  | George Bell   | BSA  | 1:28"04'8 |
| 13  | S. Orson      | BSA  | 1:28"28'8 |
| 14  | Craig McLean  | BSA  | 1:28"35'6 |
| 15  | E. Davies     | BSA  | 1:28"38'4 |
| 16  | C. Moram      | BSA  | 1:28"47'0 |
| 17  | G. Borland    | BSA  | 1:29"23'0 |
| 18  | R. Sutcliffe  | BSA  | 1:29"29'8 |
| 19  | D. Thompson   | BSA  | 1:29"35'8 |
| 20  | D. Nourish    | BSA  | 1:29"37'6 |

| Coureur       | Merk | Oorzaak |
| ------------- | ---- | ------- |
| Peter Kirkham | BSA  | Val (†) |

1907 · 1908 · 1909 · 1910 · 1911 · 1912 · 1913 · 1914 · Eerste Wereldoorlog · 1920 · 1921 · 1922 · 1923 · 1924 · 1925 · 1926 · 1927 · 1928 · 1929 · 1930 · 1931 · 1932 · 1933 · 1934 · 1935 · 1936 · 1937 · 1938 · 1939 · Tweede Wereldoorlog · 1947 · 1948 · 1949 · 1950 ·1951 · 1952 · 1953 · 1954 · 1955 · 1956 · 1957 · 1958 · 1959 · 1960 · 1961 · 1962 · 1963 · 1964 · 1965 · 1966 · 1967 · 1968 · 1969 · 1970 · 1971 · 1972 · 1973 · 1974 · 1975 · 1976 · 1977 · 1978 · 1979 · 1980 · 1981 · 1982 · 1983 · 1984 · 1985 · 1986 · 1987 · 1988 · 1989 · 1990 · 1991 · 1992 · 1993 · 1994 · 1995 · 1996 · 1997 · 1998 · 1999 · 2000 · 2002 · 2003 · 2004 · 2005 · 2006 · 2007 · 2008 · 2009 · 2010 · 2011 · 2012 · 2013 · 2014